# 克劳斯-玛菲·威格曼
克劳斯-玛菲·威格曼两合股份有限公司（Krauss-Maffei Wegmann GmbH & Co KG，KMW）是一家总部位于慕尼黑的德国国防工业公司。公司主要从事军用轮式/履带式车辆和工兵设备的研发、制造及销售，并是这一产品领域的欧洲市场领先者。

## 產品
產品包括：
- 豹1型坦克
- 豹2型坦克
- PzH2000自行榴彈砲
- RCH 155自行榴彈砲
- 獵豹式防空坦克
- 野犬式輕型裝甲車
- Panzerschnellbrücke 2
- FLW 100 and FLW 200 remote weapon stations
- Grizzly
- GTK Boxer（裝甲戰鬥車）
- MARS（多管火箭發射車）
- AGM 空對地飛彈系統
- Mungo ESK（裝甲運輸車）
- Leguan（裝甲架橋車）
- Puma（步兵戰車）
- Fennek（裝甲偵查車）
- F2（輪式裝甲車）

## 圖片

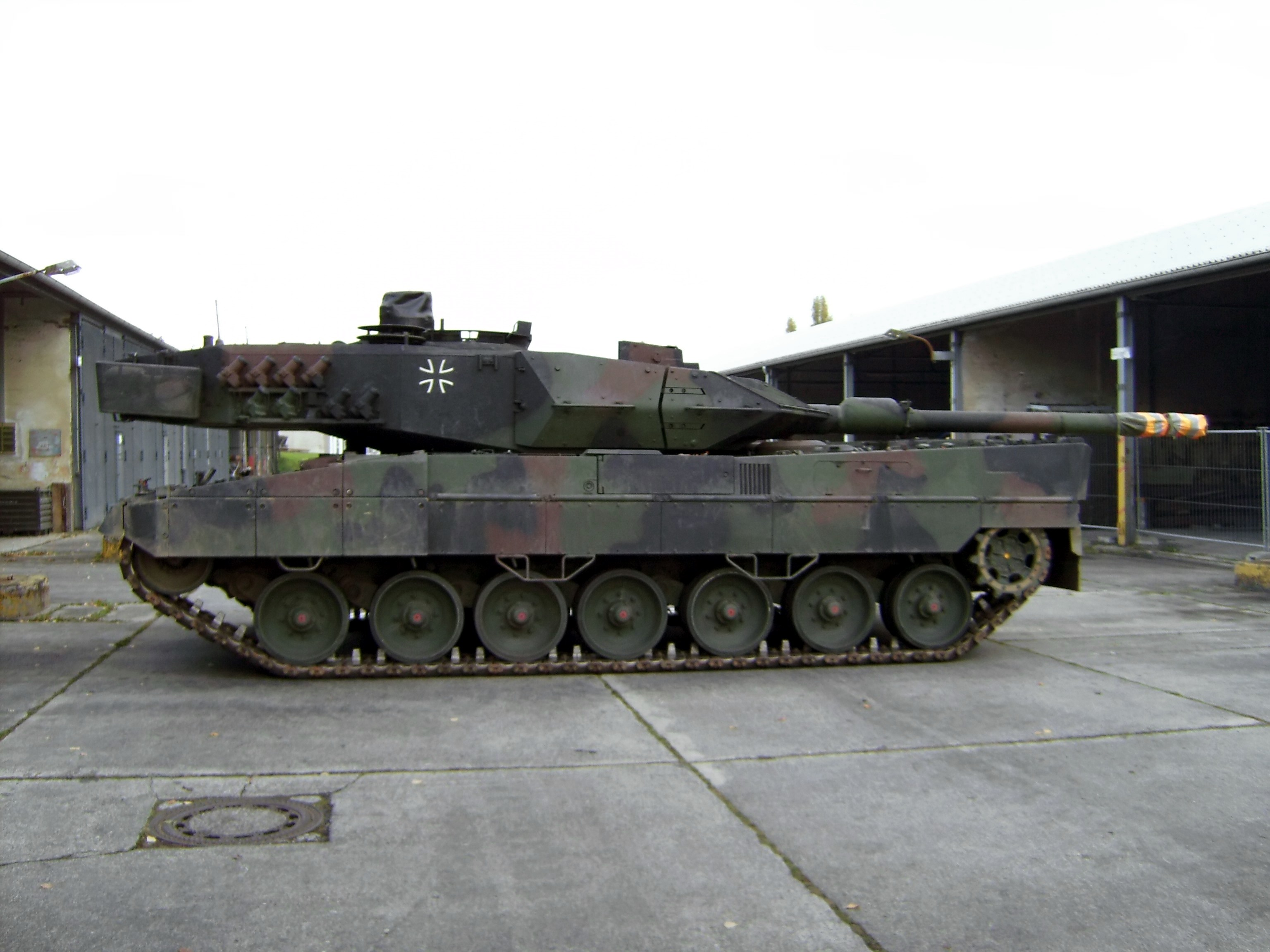
Leopard 2A6M
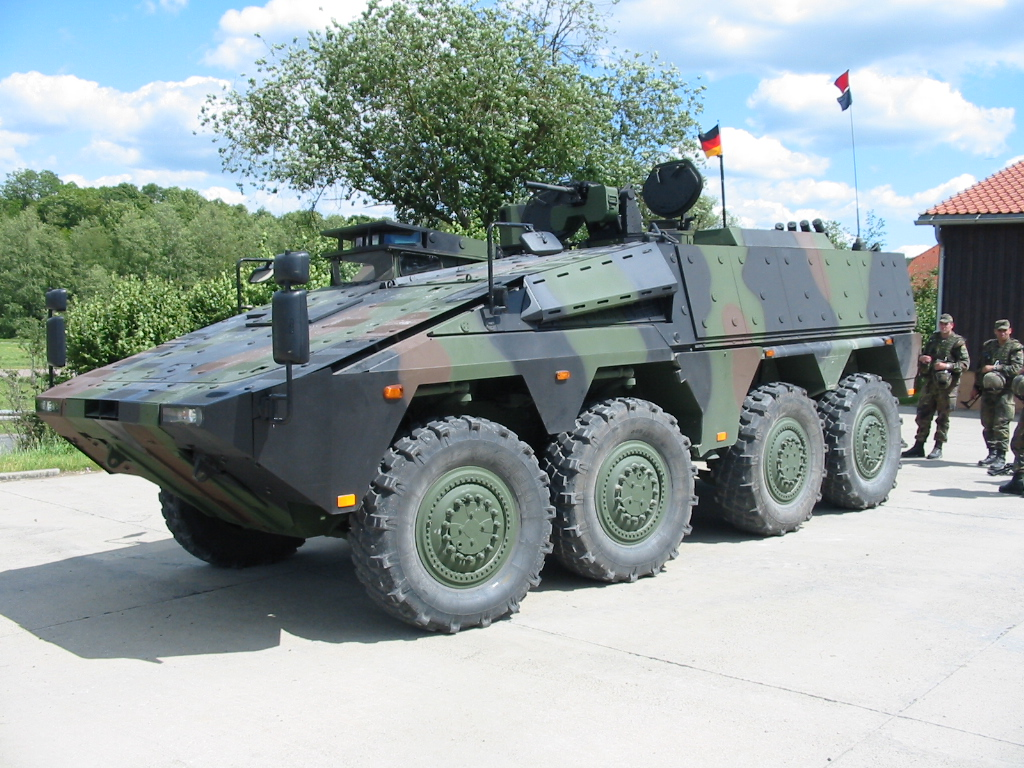
GTK Boxer
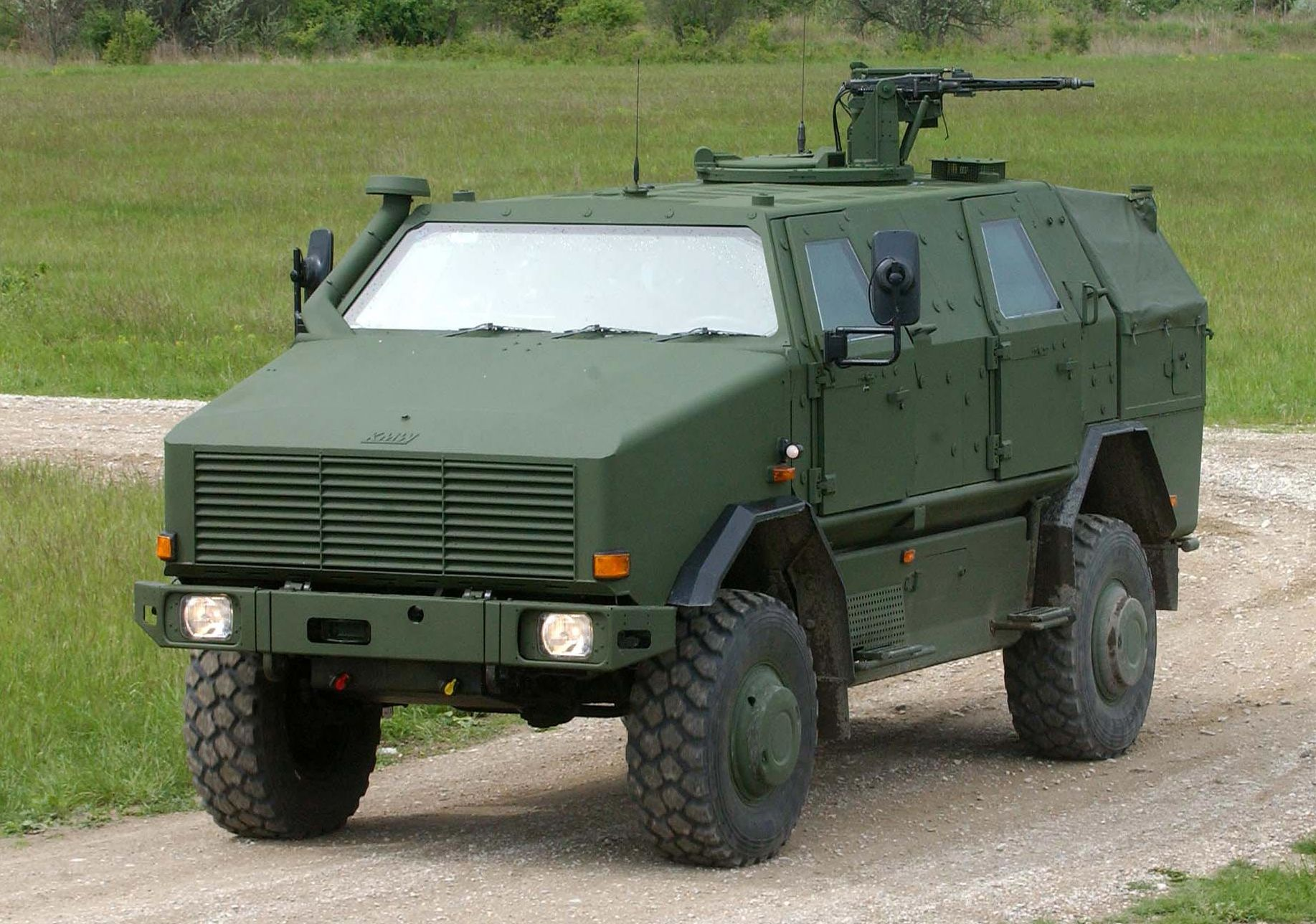
ATF Dingo 2
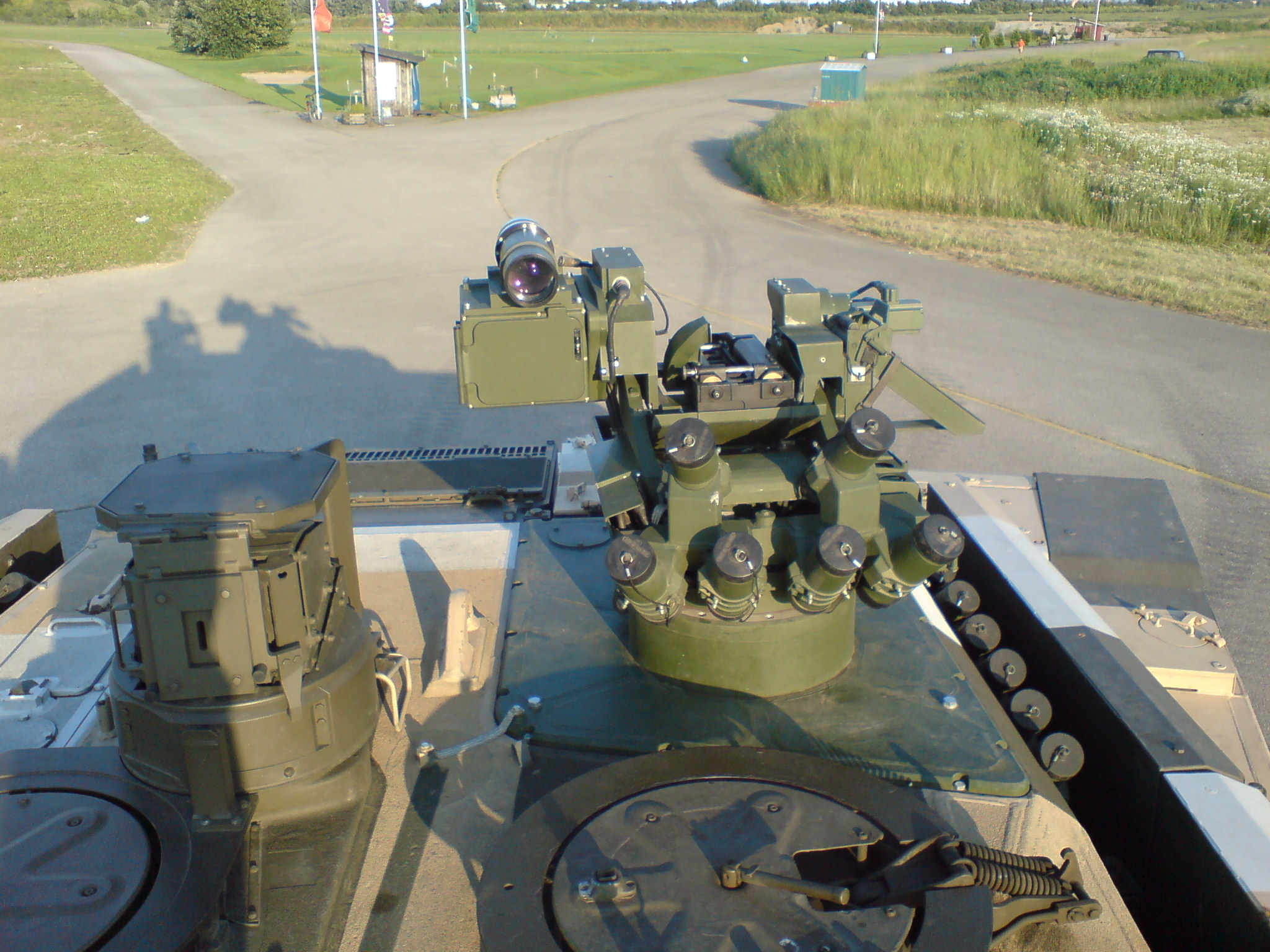
FLW 200 remote weapon station
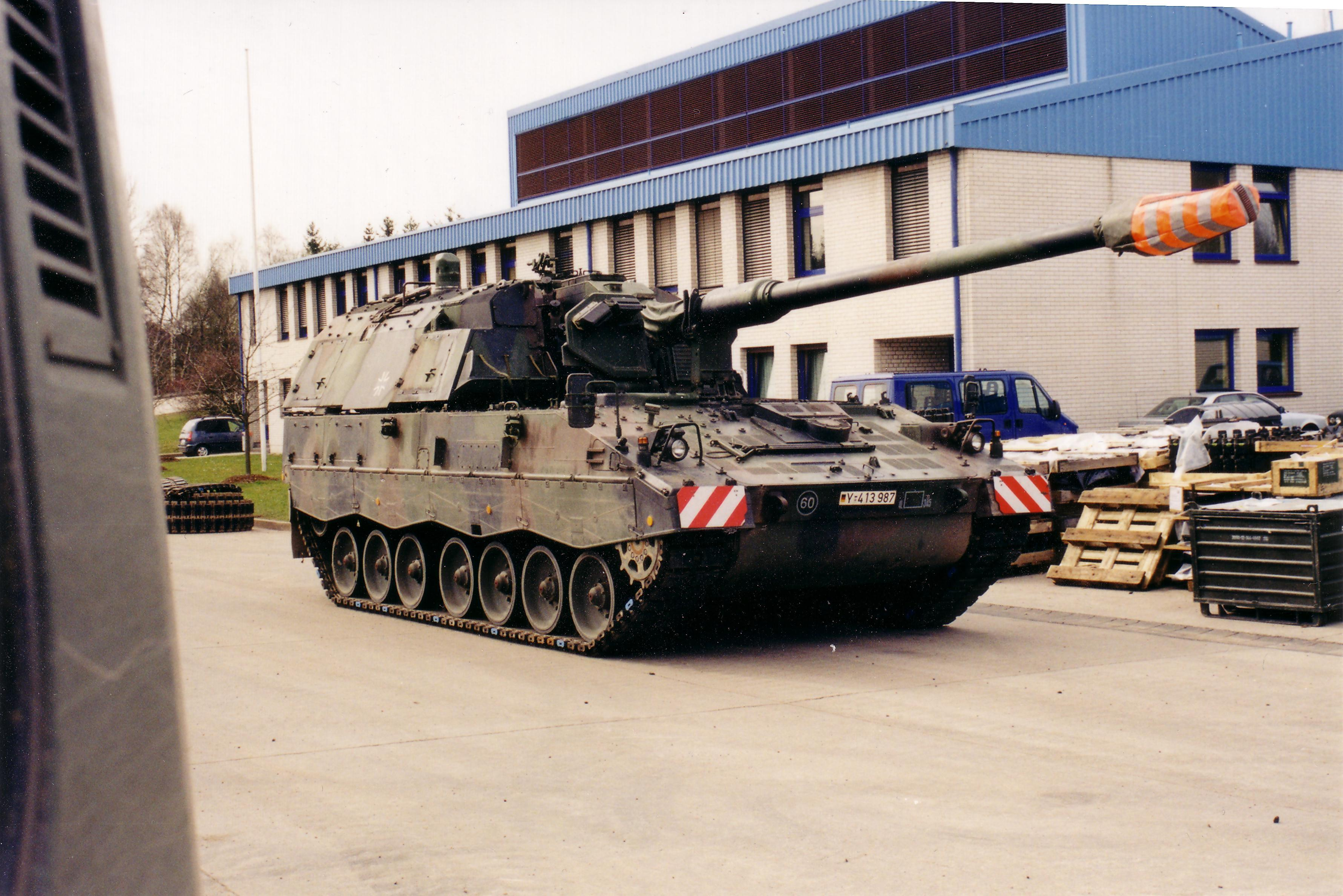
PzH 2000 of the German Army
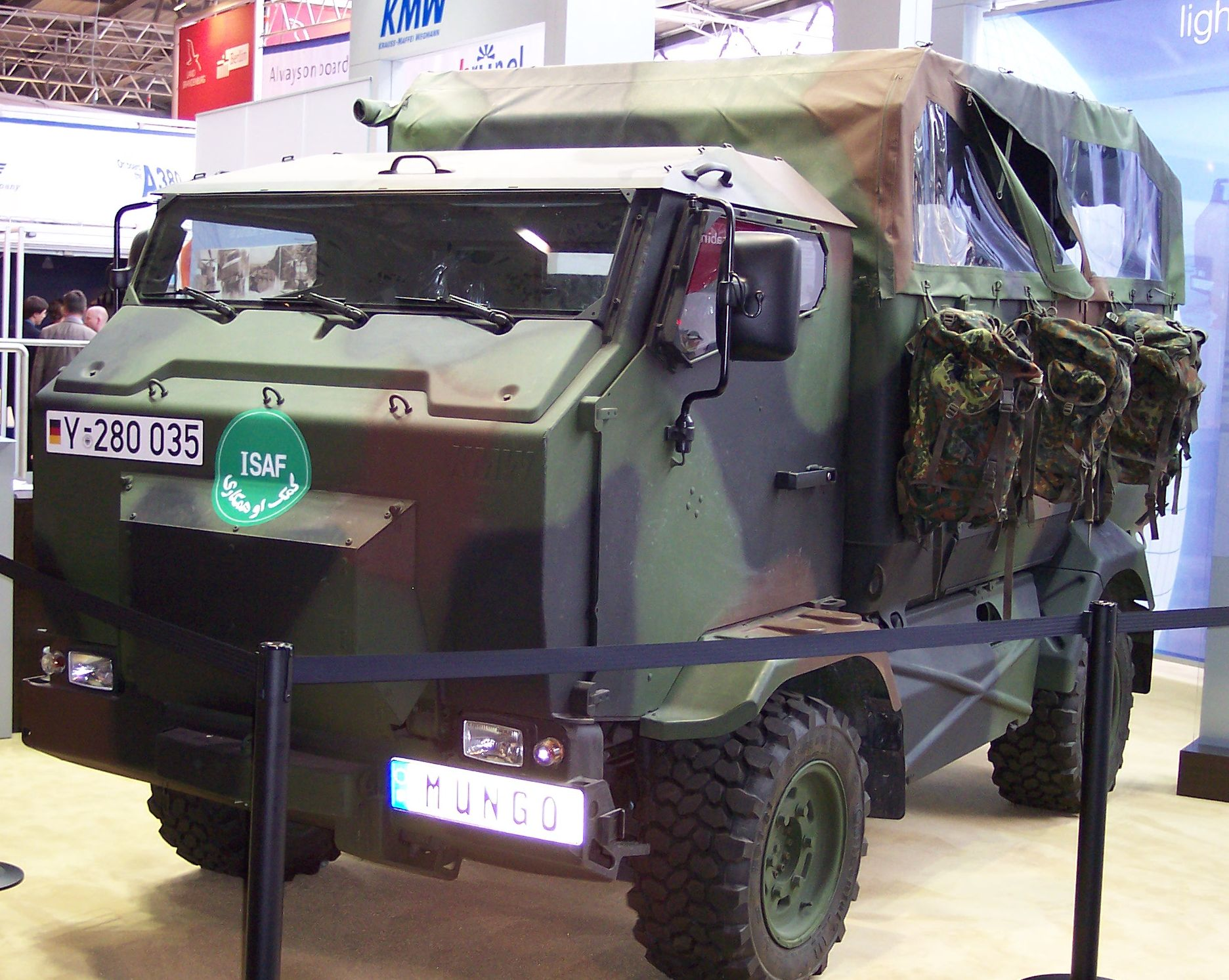
Mungo ESK
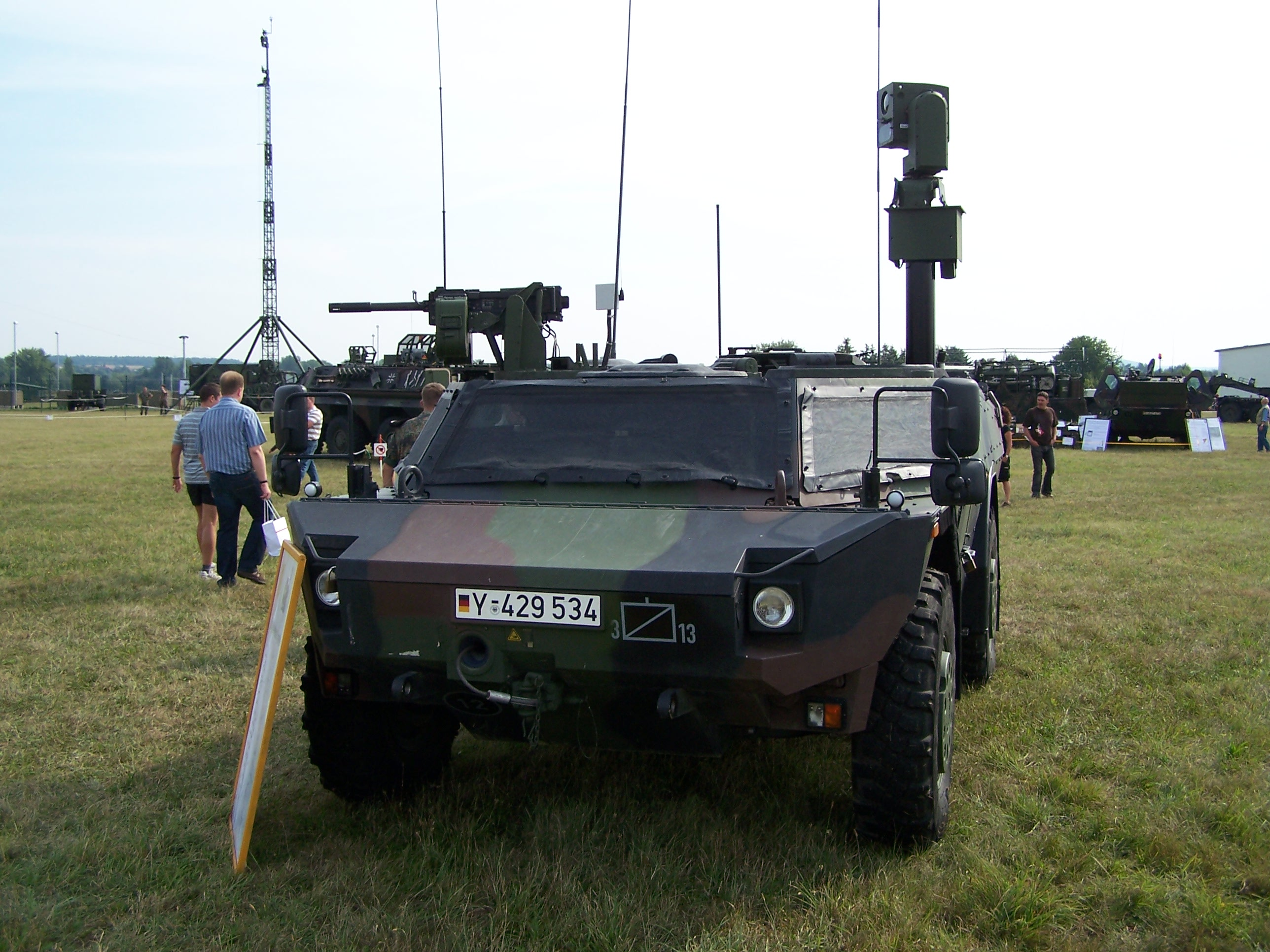
Fennek
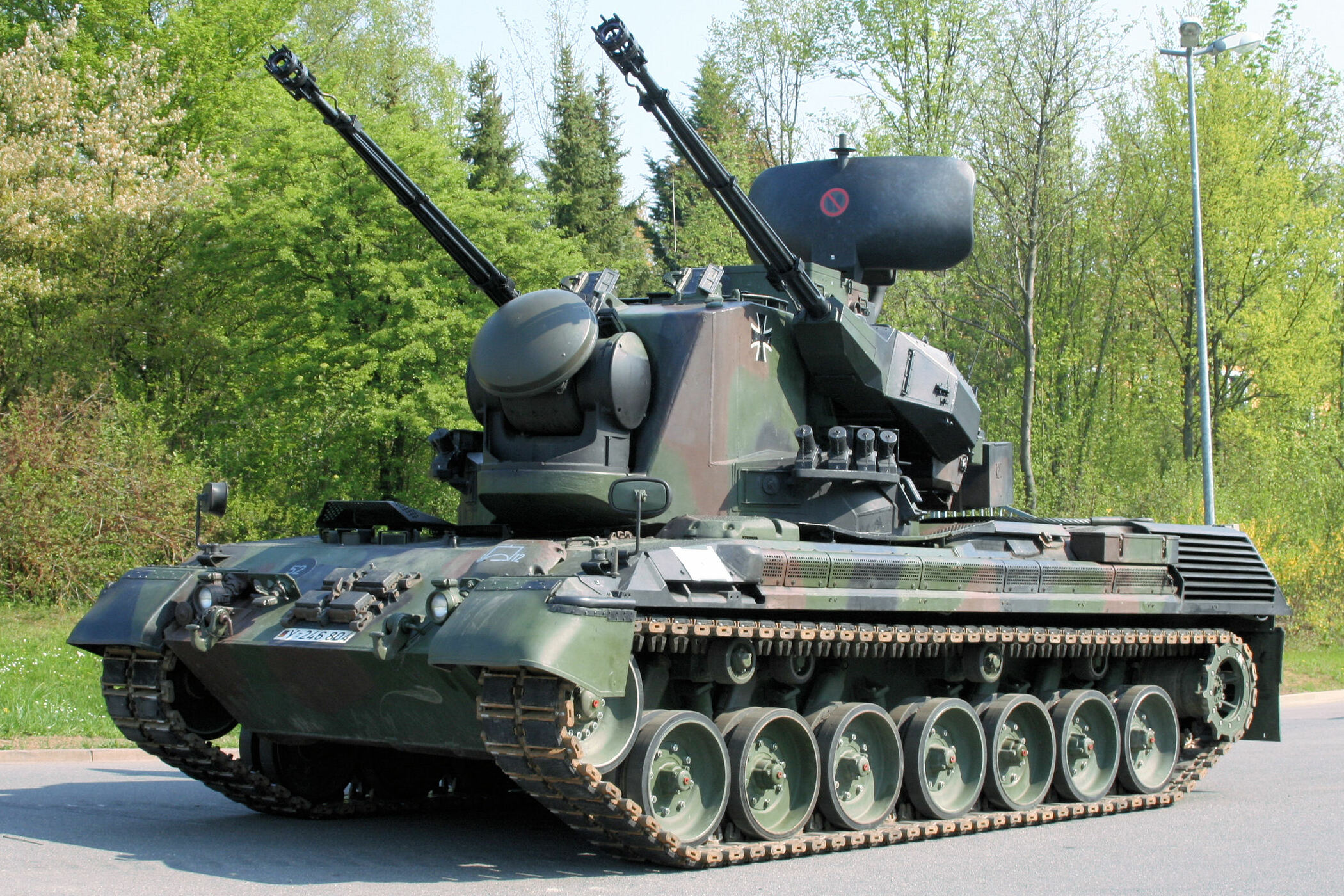
Flugabwehrkanonenpanzer Gepard

## 外部連結
- Homepage of Krauss-Maffei-Wegmann